# Planetario de Castellón
El Planetario de Castellón es un centro cultural de divulgación científica y tecnológica situado en Castellón de la Plana. Fue inaugurado el 8 de mayo de 1991 siendo en su momento el segundo de sus características en España y el primero en la Comunidad Valenciana. Está gestionado por el Ayuntamiento de Castellón y dirigido por Jordi Artés.

## Edificio

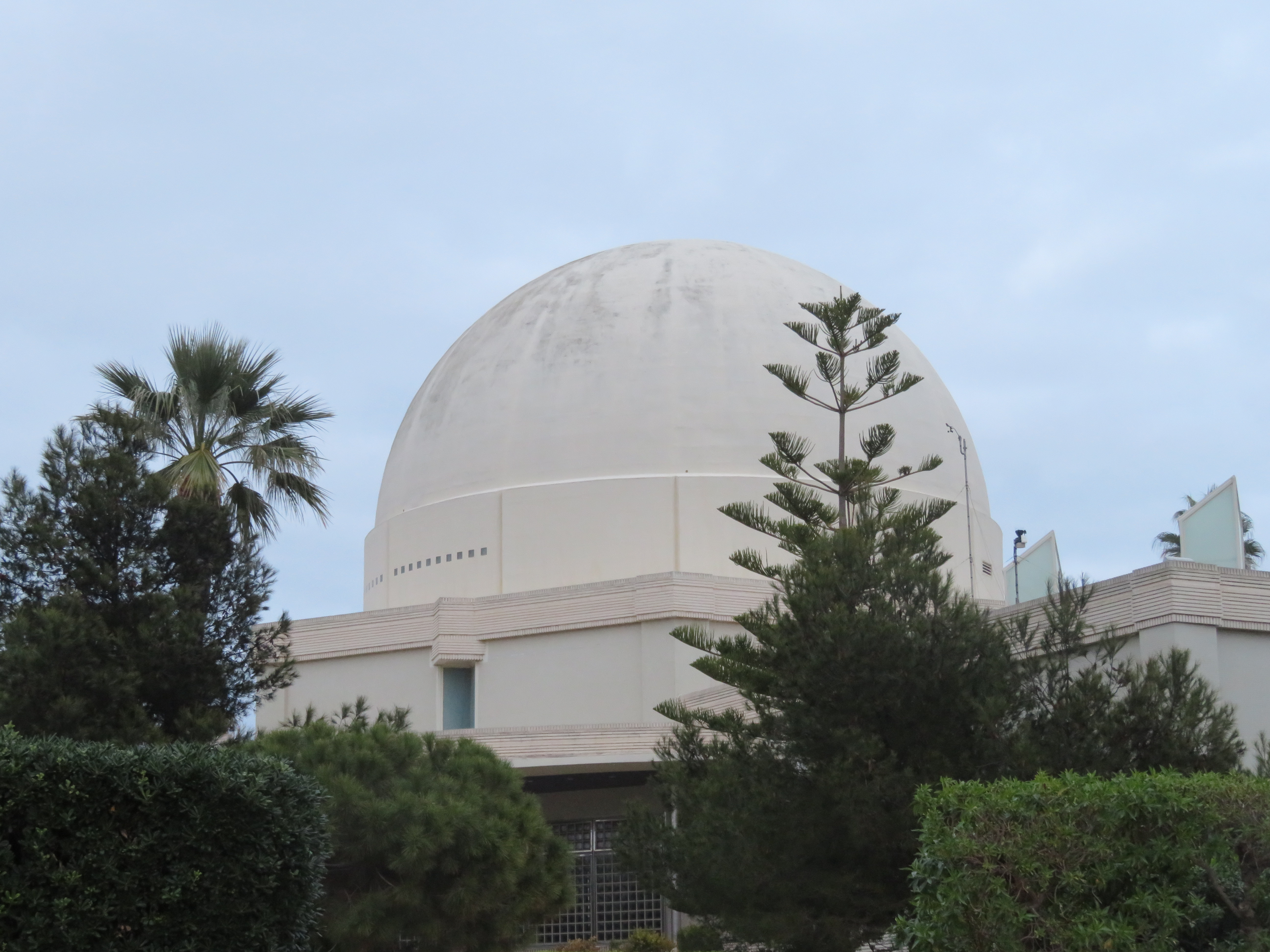
Planetario de Castellón

El edificio del planetario se encuentra situado en el Grao de Castellón a apenas unos metros de la Playa del Pinar. Desde el exterior destaca su cúpula de 25 metros que alberga la sala de proyecciones. Al pie de las escalinatas que dan acceso al planetario se encuentra la estatua "La Hembra del Mar" del escultor castellonense Juan Ripollés. 
En el vestíbulo del edificio se encuentra un Péndulo de Foucault y un espacio de exposiciones temporales sobre ciencia y tecnología que ha albergado exposiciones en colaboración con la Ciudad de las Artes de las Ciencias de Valencia o la Fundación Telefónica entre otras. En el semisótano se encuentran las exposiciones permanentes dedicadas a la astronomía y por otra a las Islas Columbretes y, en general, el mundo marítimo/pesquero.
En su interior, nada más acceder al vestíbulo, nos encontramos junto al Péndulo de Foucault varias exposiciones permanentes, se trata de una exposición de espejos curvos, la escultura Big Bang realizada por el artista Francisco Javier Cosin Lázaro que representa la gran explosión que da lugar al Universo. Realizada en madera natural, hierro y plástico. También nos encontramos con la exposición INTREG'ARTE, En esta exposición se puede ver una muestra de las piezas realizadas por el Taller de Cerámica del Maset de Frater que representan la fauna y flora del Parque Natural de las Islas Columbretes, que ha colaborado en el desarrollo de esta exposición. Erizos de mar, langostas, meros y corales están acompañados por el faro de las islas Columbretes.
En la planta superior se encuentra la sala de proyecciones con capacidad para 105 espectadores y una pantalla de 12.5 metros de diámetro. El sistema de proyección es híbrido: desde su inauguración se utiliza el proyector optomecánico ZEISS Model-VI-A y en 2015 se añadió un proyector digital a cúpula completa RSA Cosmos ISS 1C HD.

## Historia
El Planetario se inauguró el 8 de mayo de 1991 y desde entonces ha sido un foco de divulgación de la ciencia y del entretenimiento en la ciudad de Castelló.
Entre los eventos que han tenido lugar en estos años han sido importantes las múltiples ediciones de las Jornadas de Astronomía, que casi desde el principio se han convertido en un punto de encuentro importante a nivel nacional de los astrónomos aficionados, así como de los formadores de nuestros jóvenes.
El Planetario también es el lugar de reunión para observaciones de eventos astronómicos como eclipses de Sol o Luna y tránsitos planetarios por delante del Sol. Otras observaciones planificadas se realizan todos los veranos y cuando los acercamientos planetarios las hacen más espectaculares. Durante estos años han pasado por el Planetario algunas exposiciones itinerantes que, junto con las propias, han ofrecido al público una visión muy variada de la ciencia, tanto de la naturaleza como de la física o la paleontología.

## Actividades

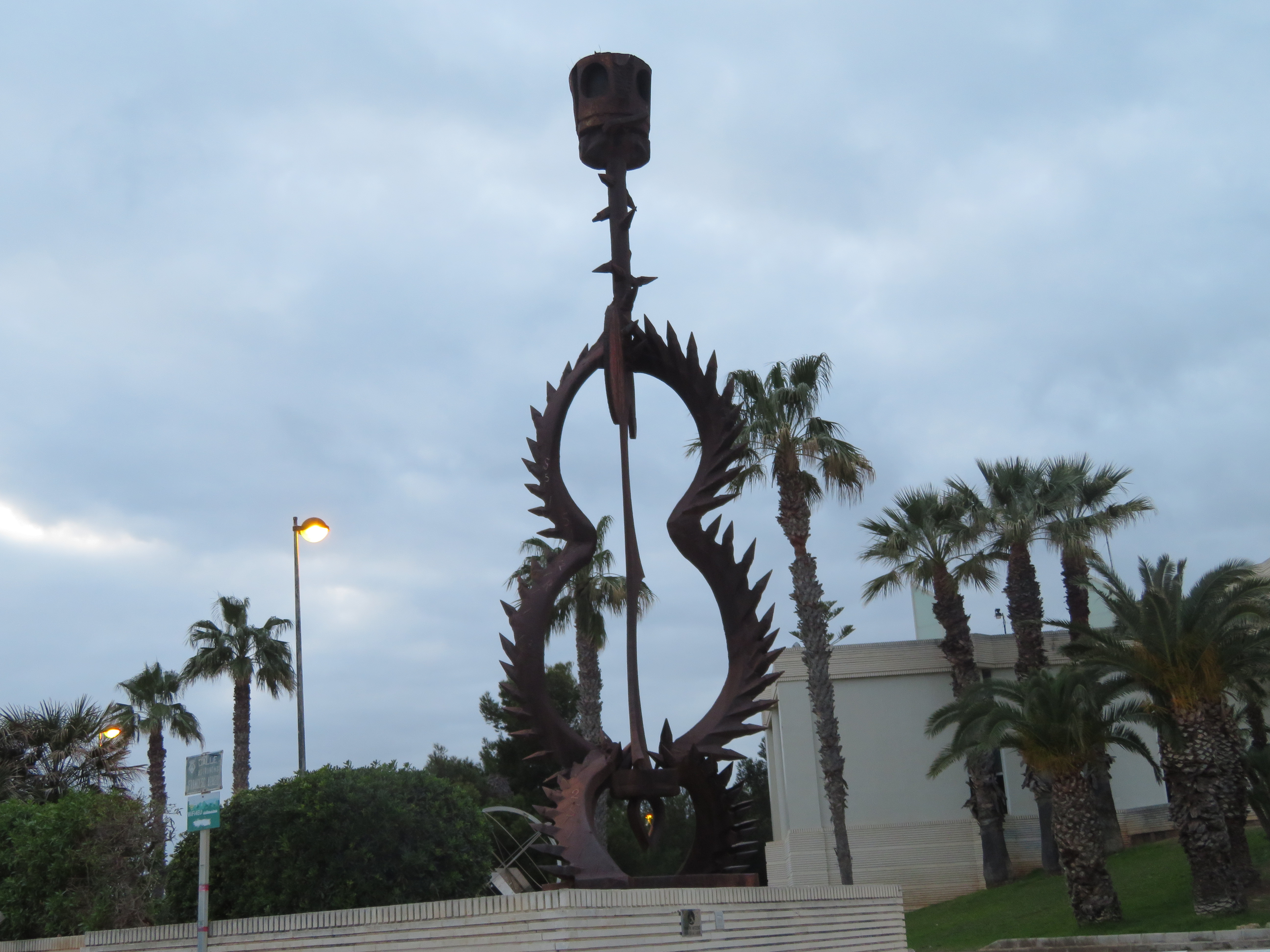
Escultura "La Hembra del Mar", obra de Juan Ripollés "Ripo", obra expuesta en el Planetario de Castellón

El Planetario de Castellón organiza actividades divulgativas durante todo el año: proyecciones, planetario en vivo, talleres infantiles, cursos de introducción a la astronomía, observaciones de eclipses solares y lunares, y de lluvias de estrellas, etc. Durante la temporada hivernal recibe la visita de numerosos centros educativos de la Comunidad Valenciana y durante la temporada estival es un lugar de referencia para los turistas que visitan Castellón. En 2018 tuvo más de 40.000 visitantes según datos de la propia institución.
El planetario también acoge y organiza congresos y jornadas científicas y de divulgación. Especialmente significativas son las "Jornadas de Astronomía" que vienen organizando desde 1992 ininterrumpidamente (excepto en 2020 y 2021 por la COVID-19). Bianualmente también acoge las "Jornadas de Ciencias de la Tierra" centradas en la geología y sus ciencias (paleontología, mineralogía, etc.) orientadas especialmente a los profesores.
En 2022 el Planetario de Castellón se utilizó como escenario en el rodaje de la película “Kepler Sexto B”.